# アンナ・ヤギエロ
アンナ・ヤギエロ（独: Anna Jagiello）またはアンナ・フォン・ベーメン・ウント・ウンガルン（独: Anna von Böhmen und Ungarn, 1503年7月23日 - 1547年1月27日）は、ローマ王及びボヘミア国王兼ハンガリー国王フェルディナント1世の妃。ボヘミア・ハンガリー国王ウラースロー2世の長女。チェコ語名はアンナ・ヤゲロンスカー（Anna Jagellonská）、ハンガリー語名はヤゲロー・アンナ（Jagelló Anna）。

## 生涯
1515年にヤギェウォ家とハプスブルク家の二重結婚（ウィーン二重結婚）が決定されるが、この時点ではアンナの夫は未定で、代わりに神聖ローマ皇帝マクシミリアン1世と代理結婚した。1521年、リンツにてマクシミリアン1世の孫のフェルディナントと正式に結婚した。また翌1522年には弟ラヨシュ2世とフェルディナントの妹マリアが結婚した。
ラヨシュ2世は1526年にモハーチの戦いでオスマン帝国軍に敗れ、20歳で戦死した。王妃マリアとの間に嗣子がなかったため、アンナの夫フェルディナントがハンガリー・ボヘミア国王に選ばれ、アンナは王妃となった。フェルディナントは兄カール5世の皇帝在位中の1531年にローマ王にもなった（アンナの死後の1556年に兄から皇帝位を譲られた）。
アンナは夫に助言し、できる限り付き従った。
1547年1月27日、プラハにて44歳で死去した。アンナ死後のフェルディナント1世は決して髭を剃らず、質素に暮らし引きこもりがちになったという。

## 人物
- 「いとも麗しく、いとも雅やかな」と評される美貌の持ち主だった。
- アンナは小柄な女性であったが、夫フェルディナントも長身ではなく似合いの夫婦だった。

## 子女
政略結婚であったが2人の結婚は幸福なものであり、フェルディナント1世との間に4男11女をもうけた。ハプスブルク家の多産の伝統の先駆けである。
- エリーザベト（1526年 - 1545年） - ポーランド国王ジグムント2世アウグスト妃
- マクシミリアン2世（1527年 - 1576年） - 神聖ローマ皇帝マクシミリアン2世
- アンナ（1528年 - 1590年） - バイエルン公アルブレヒト5世妃
- フェルディナント2世（1529年 - 1595年） - 前方オーストリア大公、チロルの領主。フィリッピーネ・ヴェルザーとの貴賎結婚で知られる。
- マリア（1531年 - 1581年） - ユーリヒ＝クレーフェ公ヴィルヘルム妃
- マグダレーナ（1532年 - 1590年） - ハル女子修道院長
- カタリーナ（1533年 - 1572年） - マントヴァ公フランチェスコ3世妃、ポーランド国王ジグムント2世アウグスト妃
- エレオノーレ（1534年 - 1594年） - マントヴァ公グリエルモ妃
- マルガレーテ（1536年 - 1566年） - 修道女
- ヨーハン（1538年 - 1539年）
- バルバラ（1539年 - 1572年） - フェラーラ公アルフォンソ2世妃
- カール2世（1540年 - 1590年） - 内オーストリア大公、フェルディナント2世の父。
- ウルスラ（1541年 - 1543年）
- ヘレーナ（1543年 - 1574年） - 修道女
- ヨハンナ（1546年 - 1578年） - トスカーナ大公フランチェスコ1世妃

長男マクシミリアンは、フェルディナント1世の祖父マクシミリアン1世にちなんで名付けられた。次男フェルディナントには、彼女が夫の名を付けることを熱望したためこの名となった。
ポーランド王国において国王自由選挙によって国王が選出されるようになると、アンナの息子マクシミリアン2世やその息子マクシミリアン大公が立候補している。さらに、アンナの血筋を根拠にしたかどうかは定かではないが、子孫であるカール・シュテファン大公が、第一次世界大戦中にドイツ帝国の衛星国であるポーランド摂政王国の国王候補者に推されている。